# Mijail Mulkay
Mijail Mulkay Bordón Perdomo (La Habana, Cuba; 20 de abril de 1974) es un actor cubano.  

## Vida personal
Llegó a Colombia luego de hacer un casting para la telenovela del Canal RCN Los Reyes, donde no fue seleccionado pero seleccionaron a su entonces esposa Jacqueline Arenal de la cual luego se divorció en 2005. Comenzaría entonces una relación con la también actriz y madre de su hijo Alina Lozano, quien lo ayudó cuando entró en una profunda depresión y adicción a las drogas y el alcohol, relación que terminaría en 2008 por un nuevo amor con Majida Issa, con la que se casó en 2008 y de la que se separó en noviembre de 2012.

## Filmografía

### Televisión
- Paraíso blanco (2023-2024) — Ricky Fontana[1][2]
- Betty en NY (2019) — Fernando Massú
- Nadie me quita Lo bailao (2018) — Camacho
- Al otro lado del muro (2018) — Dr. Gerardo Márquez
- Milagros de navidad (2017) — Esposo de Claudia
- Leyendas del Exilio (2017)
- Mariposa de Barrio (2017) — Edgar
- Sobreviviendo a Escobar, alias JJ (2017) — Cristopher Ramos (detective)
- Silvana sin lana (2016-2017) — Dr. Leonidas Eagle Summers
- La ley del corazón (2016-2017) — Juan David
- Las santísimas (2015-2016) — Arquitecto Alejandro Camargo
- Celia (2015-2016) — Tico
- Voltea Pa'Que te enamores (2014) — Mateo
- En otra piel (2014) — Raúl, Abogado De Gerardo
- Cosita linda (2014) — Lisandro
- El capo 2 (2012)
- Casa de reinas (2012) — Chencho
- Primera dama (2011) — Federico
- El clon (2010) —  Mohamed Hashim
- Amor sincero (2010) — Sebastián
- Los caballeros las prefieren brutas (2010) — Rodrigo Flórez
- Los Victorinos (2009) — Julián Pérez
- Sin senos no hay paraiso (2009) — Comandante del ejercito
- La quiero a morir (2008) — Rito Sansón
- Mujeres asesinas (2007)
- La ex (2006) — Leonardo Guáqueta / Josefina Guáqueta
- La mujer en el espejo (2004) — Camilo
- Candela (2000)
- Tierra brava (1997)
- Si me pudieras querer (1999)
- Entre mamparas (1996)

## Cine
- ¡Asu Mare! 3 (2018) — Wilmer
- El paseo 4 (2017) — Policía de Miami
- Voltea pa´ que te enamores (2014) — Manuel Galvan
- Aunque estés lejos (2003) — Lázaro
- Entre ciclones (2003)
- Hacerse el sueco (2001) — Cuba
- Miradas (2001) — Spain
- Lista de espera (2000) — Manolo
- Perfecto amor equivocado